# Svätý Peter
Svätý Peter (v letech 1961–1990 Dolný Peter, maďarsky Szentpéter, německy Sankt Peter) je obec v okrese Komárno na Slovensku. Žije v něm přibližně 2 700 obyvatel.

## Historie
Nejstarší archeologické nálezy pocházejí z doby bronzové a byla nalezena i některá keltská pohřebiště. Sídlo je poprvé písemně zmíněno v roce 1332 jako Sanctus Petrus, a to jako ves v majetku hradu Komárno. Místo dostalo své jméno podle kostela a farnosti zasvěcené svatému Petrovi. Vesnice byla zpustošeno během tureckých válek a v roce 1763 zasažena zemětřesením. V 19. století zde byl lihovar a na počátku 20. století cihelna. Kromě zemědělství se obyvatelstvo zabývalo hrnčířstvím a ovocnářstvím. Do roku 1918 bylo území obce součástí Uherska. Na základě první vídeňské arbitráže bylo v letech 1938 až 1945 pod názvem Komáromszentpéter součástí Maďarska.

## Pamětihodnosti
- Římskokatolický kostel svatého Martina, jednolodní barokní stavba z roku 1730 s pravoúhlým ukončením presbytáře a věží tvořící součást její hmoty. Stojí na místě starší středověké stavby, ze které se dochovalo pravoúhlý presbytář. Úpravami prošel po zemětřesení v roce 1763. Poslední přestavba proběhla v roce 1892, kdy byla klenba lodi nahrazena rovným stropem.[4]
- Reformovaný kostel, jednolodní ráně klasicistní stavba z roku 1784 s pravoúhlým uzávěrem a představenou věží.[5]
- Zičiovský zámeček, dvoupodlažní barokní stavba na půdorysu písmene L, pravděpodobně z 18. století. Fasády zámečku jsou členěny okny s jednoduchými šambránami. V současnosti je zámeček ve špatném stavu a chátrá. U zámečku se nachází krajinářský park z poloviny 19. století.
- Ve vesnici leží chráněný areál Svätopeterský park.

## Partnerské obce
- Hernád, Maďarsko[6]